# Labastide-de-Penne
Labastide-de-Penne é uma comuna francesa na região administrativa de Occitânia, no departamento de Tarn-et-Garonne. Estende-se por uma área de 13,68 km². Em 2010 a comuna tinha 129 habitantes (densidade: 9,4 hab./km²).